# Ric Ocasek

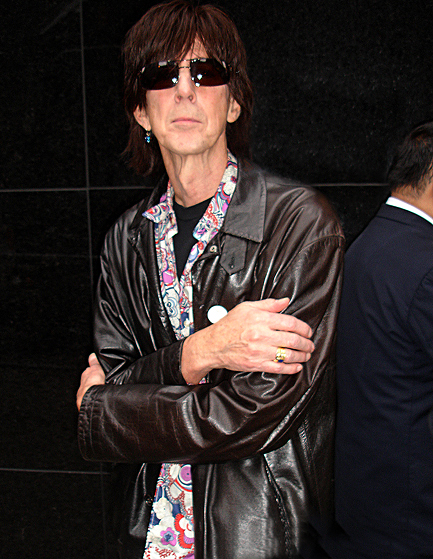
Ric Ocasek (2009)

Ric Ocasek (* 23. März 1944 in Baltimore als Richard Theodore Otcasek; † 15. September 2019 in New York) war ein US-amerikanischer Musiker und Musikproduzent. Bekannt wurde er als Sänger der von ihm mitbegründeten Band The Cars, für die er auch die meisten Lieder schrieb.

## Leben
Ric Ocasek wurde 1944 in Baltimore geboren und wuchs dort auch auf. Seine Familie ließ sich später in Cleveland nieder.
1965 lernte er dort Benjamin Orr kennen. Nachdem beide in verschiedenen Bands gespielt hatten, zogen sie in den 1970er Jahren nach Boston. 1976 gründeten sie die Band The Cars. Mit den Singles Good Times Roll, My Best Friend’s Girl und Just What I Needed vom selbstbetitelten Debütalbum feierte die Band erste Erfolge. Kommerziell erfolgreich war insbesondere das 1984 veröffentlichte Album Heartbeat City, aus dem unter anderem die Singles You Might Think, Magic, Hello Again und die Ballade Drive – letztere war der bei weitem größte Single-Erfolg in Deutschland für die Gruppe – ausgekoppelt wurden. 1988 löste sich die Gruppe auf.
Parallel zur Arbeit mit der Band begann Ocasek 1982 auch eine Solokarriere. Den größten Erfolg verzeichnete er mit seinen ersten beiden Alben Beatitude und This Side of Paradise sowie der 1986 veröffentlichten Single Emotion in Motion. Nachdem er bereits bei den Cars als Produzent verantwortlich gewesen war, betätigte er sich auch weiterhin in dieser Funktion für andere Künstler. So produzierte er das blaue und das grüne Album von Weezer sowie Alben von No Doubt, Le Tigre, Suicide, Bad Religion, Nada Surf und den Bad Brains.
2010 kam es zu einer kurzzeitigen, einjährigen Wiedervereinigung der Cars, im Jahr 2011 erschien das Album Move Like This. 2018 wurde die Band in die Rock and Roll Hall of Fame aufgenommen, woraufhin die Band noch einmal gemeinsam auftrat.
Ric Ocasek war dreimal verheiratet. Seit dem Jahr 1989 war er mit Paulina Porizkova verheiratet, die er 1984 beim Dreh des Musikvideos zur Single Drive kennengelernt hatte. Beide haben zwei Söhne. Im Jahre 2017 trennte sich das Paar. Aus Ocaseks beiden ersten Ehen stammen insgesamt vier weitere Söhne, darunter der Musiker Christopher Ocasek und der Schauspieler Eron Otcasek.
Ocasek wurde am 15. September 2019 von Porizkova tot in seinem Apartment in Manhattan aufgefunden. Der Musiker, der zuletzt unter einer Herz-Kreislauf-Erkrankung gelitten hatte, starb eines natürlichen Todes. Er wurde 75 Jahre alt.

## Diskografie

### Alben
| Jahr | Titel                 | Höchstplatzierung, Gesamtwochen, AuszeichnungChartsChartplatzierungen (Jahr, Titel, Platzierungen, Wochen, Auszeichnungen, Anmerkungen) | Anmerkungen |
| Jahr | Titel                 | US | Anmerkungen |
| ---- | --------------------- | --- | ----------- |
| 1982 | Beatitude             | US28 (16 Wo.)US |             |
| 1986 | This Side of Paradise | US31 (23 Wo.)US |             |

weitere Soloalben
- Fireball Zone (1991)
- Quick Change World  (1993)
- Troublizing (1997)
- Nexterday (2005)

### Singles
| Jahr | Titel Album                             | Höchstplatzierung, Gesamtwochen, AuszeichnungChartsChartplatzierungen (Jahr, Titel, Album, Platzierungen, Wochen, Auszeichnungen, Anmerkungen) | Anmerkungen |
| Jahr | Titel Album                             | US | Anmerkungen |
| ---- | --------------------------------------- | --- | ----------- |
| 1983 | Something to Grab For Beatitude         | US47 (9 Wo.)US |             |
| 1986 | Emotion in Motion This Side of Paradise | US15 (19 Wo.)US |             |
| 1987 | True to You This Side of Paradise       | US75 (8 Wo.)US |             |

weitere Solosingles
- Jimmy Jimmy (1983)